# Baku Cup
Il Baku Cup è un torneo femminile di tennis che si gioca a Baku in Azerbaigian. Fa parte della categoria International ed è giocato sul cemento. La 1ª edizione si gioca nel 2011 ed è stata la prima volta che un torneo femminile del WTA Tour si è svolto in Azerbaigian. Nel 2010 si è giocata un'edizione facente parte dell'ITF Men's Circuit.

## Albo d'oro

### Singolare maschile
| Anno     | Campione        | Finalista          | Punteggio   |
| -------- | --------------- | ------------------ | ----------- |
| 2010     | Ervin Eleskovic | Sergej Betov       | 6–3, 6–2    |
| 2010 (2) | Jerzy Janowicz  | Mikhail Ledovskikh | 6–4, 7–6(6) |

### Doppio maschile
| Anno     | Campioni                                     | Finalisti           | Punteggio            |
| -------- | -------------------------------------------- | ------------------- | -------------------- |
| 2010     | Petru-Alexandru Luncanu Matwé Middelkoop (1) | Mao-Xin Gong Li Zhe | 6(7)–7, 6–3, [12–10] |
| 2010 (2) | Matwé Middelkoop (2) Antal Van Der Duim      | Wu Di Zhang Ze      | 7–6(8), 7–5          |

### Singolare femminile
| Anno | Campionessa         | Finalista          | Punteggio     |
| ---- | ------------------- | ------------------ | ------------- |
| 2011 | Vera Zvonarëva      | Ksenija Pervak     | 6–1, 6–4      |
| 2012 | Bojana Jovanovski   | Julia Cohen        | 6–3, 6–1      |
| 2013 | Elina Svitolina (1) | Shahar Peer        | 6–4, 6–4      |
| 2014 | Elina Svitolina (2) | Bojana Jovanovski  | 6–1, 7–6(2)   |
| 2015 | Margarita Gasparjan | Patricia Maria Tig | 6–3, 5–7, 6–0 |

### Doppio femminile
| Anno | Campionesse                               | Finaliste                          | Punteggio           |
| ---- | ----------------------------------------- | ---------------------------------- | ------------------- |
| 2011 | Marija Korytceva Tat'jana Puček           | Monica Niculescu Galina Voskoboeva | 6–3, 2–6, [10–8]    |
| 2012 | Iryna Burjačok Valerija Solov'ëva         | Eva Birnerová Alberta Brianti      | 6–3, 6–2            |
| 2013 | Iryna Burjačok Oksana Kalašnikova         | Eléni Daniilídou Aleksandra Krunić | 4–6, 7–6(3), [10–4] |
| 2014 | Aleksandra Panova (1) Heather Watson      | Ioana Raluca Olaru Shahar Peer     | 6–2, 7–6(3)         |
| 2015 | Margarita Gasparjan Aleksandra Panova (2) | Ioana Raluca Olaru Ol'ga Savčuk    | 6–3, 7–5            |